# Le Choix des anges
Pour plus de détails, voir Fiche technique et Distribution.
Le Choix des anges (titre original : Arrivederci, papà!) est un film italien réalisé par Camillo Mastrocinque, sorti en 1948.

## Synopsis
Un musicien n’arrive pas à faire apprécier la musique de sa composition et n’attache pas d’importance à ses talents de chanteur que tout le monde apprécie. C’est quelqu’un de très sensible, mais en même temps de très craintif dans ses relations avec le sexe opposé. Pour l’encourager à ne pas perdre espoir, un ami lui dit qu’il trouvera sa compagne lorsque ses enfants, qui existent déjà dans l’esprit de Dieu, choisiront celle qui devra être leur mère ; de là va surgir une série de vicissitudes qui amèneront le protagoniste à rencontrer celle qui sera sa femme.

## Fiche technique
- Titre : Le Choix des anges
- Titre original : Arrivederci, papà!
- Réalisateur : Camillo Mastrocinque
- Scénario : Marcello Marchesi, Vittorio Metz et Fulvio Palmieri
- Photographie : Václav Vích
- Montage :
- Musique originale : Nino Rota
- Scénographie : Ottavio Scotti
- Costumes : Mario Rappini
- Production : Lorenzo Pegoraro
- Société de production : Pegoraro Film
- Pays de production :  Italie
- Langue : Italien
- Format : Noir et blanc — 35 mm — 1,37:1 — Son : Mono
- Genre : Comédie
- Durée : 85 minutes
- Dates de sortie :
  - Italie : 1948
  - France : 15 février 1950

## Distribution
- Gino Bechi : Stefano Mai
- Mariella Lotti : Daniela Beauville
- Silvana Pampanini : Chornette
- Nino Besozzi : Teriaca
- Guglielmo Barnabò : le général en retraite Beauville
- Marcella Rovena : Tante Gertrude
- Alfredo Martinelli
- Mario Siletti
- Egisto Olivieri